# Велимир Стјепановић
Велимир Стјепановић (Абу Даби, 7. август 1993) је српски пливач, члан пливачког клуба Хамилтон Акватикс из Дубаија, европски шампион у великим и малим базенима.

## Каријера
На Олимпијским играма младих у Сингапуру 2010. године је носио заставу Србије на церемонији отварања и освојио је две медаље, сребрну на 100 метара слободним стилом и бронзану на 100 метара делфин. Исте године га је Олимпијски комитет Србије прогласио за најуспешнијег младог спортисту, а наредне је на Европском јуниорском првенству у Београду освојио две златне медаље.
Године 2012. се пласирао у финале на Европском првенству у дисциплини 200 метара делфин, где је заузео пето место, као и на Олимпијским играма у Лондону, где је био шести у финалу.
На Медитеранским играма 2013. године у Мерсину је освојио три златне медаље, у слободном стилу на 200 и 400 метара (поставивши нове државне рекорде), као и делфин стилу на 200 метара. На Европском првенству у базенима од 25 метара у Хернингу је дошао најпре до бронзане медаље у дисциплини на 400 метара слободним стилом, а затим и до титуле европског првака на 200 метара делфин. По избору новинара, Стјепановић је проглашен за „нову наду“ првенства.
Највећи репрезентативни успех доживео је на Европском првенству 2014. године у Берлину. Већ на првој трци 400 метара слободним стилом освојио је златну медаљу, и то што је врло убедљиво водио за једну па чак и две дужине тела током читаве трке. То му је била прва титула Европе на олимпијским базенима. Злато је освојио и на дупло краћој деоници. Исте године је на светском првенству у малим базенима дошао до бронзане медаље на 400 метара слободно, што је била прва медаља за такмичаре из Србије на том такмичењу.

## Лични рекорди у слободном и делфин стилу
- базен 50 м

| Дисциплина     | Резултат     | Место                  | Догађај                   | Датум            |
| -------------- | ------------ | ---------------------- | ------------------------- | ---------------- |
| 50 м слободно  | 23.14        | Луксембург, Луксембург | Евро-митинг               | 8. фебруар 2014. |
| 100 м слободно | 48.50        | Луксембург, Луксембург | Евро-митинг               | 31. јануар 2016. |
| 200 м слободно | 1:45.78 (НР) | Берлин, Немачка        | Европско првенство        | 20. август 2014. |
| 400 м слободно | 3:45.66 (НР) | Берлин, Немачка        | Европско првенство        | 18. август 2014. |
| 50 м делфин    | 25.17        | Београд, Србија        | Кадетско првенство Србије | 2. август 2009.  |
| 100 м делфин   | 53.77        | Сингапур               | Олимпијске игре младих    | 17. август 2010. |
| 200 м делфин   | 1:54.99 (НР) | Лондон, УК             | Олимпијске игре (кв)      | 30. јул 2012.    |

## Остало
Његову породицу чине мајка Ана, отац Милан и брат Александар. Породица Стјепановић је пореклом из Ченгића крај Бијељине у Републици Српској.